# Keeper Of The Seven Keys Part 2
Keeper of the Seven keys Part II es el cuarto disco y segundo álbum conceptual del grupo de power metal alemán Helloween. Uno de los discos más exitosos de su carrera. Alcanzó el disco de oro en Alemania.

## Lista de canciones
1. "Invitation" (Weikath) – 1:06
2. "Eagle Fly Free" (Weikath) – 5:08
3. "You Always Walk Alone" (Kiske) – 5:08
4. "Rise and Fall" (Weikath) – 4:22
5. "Dr. Stein" (Weikath) – 5:03
6. "We Got the Right" (Kiske) – 5:07
7. "March of Time" (Hansen) – 5:13
8. "I Want Out" (Hansen) – 4:39
9. "Keeper of the Seven Keys" (Weikath) – 13:38
10. "Save Us" (Hansen) – 5:12

## Edición expandida bonus tracks (disco 2)
1. "Savage" (B-Side) – 3:25
2. "Livin' Ain't No Crime" (B-side) – 4:42
3. "Don't Run for Cover" (B-side) – 4:45
4. "Dr Stein" (remix) – 5:05
5. "Keeper of the Seven Keys" (remix) – 13:51

## Formación
- Kai Hansen (guitarra)
- Michael Weikath (guitarra, teclados)
- Michael Kiske (vocalista)
- Markus Grosskopf (Bajo)
- Ingo Schwichtenberg (Batería)